# Mohamed Katir
Mohamed Katir O Haouzi (Alcácer Quibir, Marrocos, 17 de fevereiro de 1998) é um desportista espanhol que compete em atletismo , especialista nas corridas de meio fundo e fundo.
Ganhou uma medalha de prata no Campeonato Mundial de Atletismo de 2023, uma de bronze no Campeonato Mundial de Atletismo de 2022 e uma medalha de prata no Campeonato da Europa de Atletismo de 2022. Nos Jogos Europeus de 2023 conseguiu uma medalha de ouro nos 1 500 m.
Participou nos Jogos Olímpicos de Verão de 2020, ocupando o oitavo lugar na prova de 5 000 m.

## Carreira desportiva
Katir nasceu em 1998 na localidade de Alcácer Quibir, Marrocos. Aos cinco anos emigrou a Espanha, onde já residia seu pai. Depois de uma etapa residindo em Huesca  estabeleceu-se em Mula. O seus inícios desportivos foram no futebol, mas cedo mudou ao atletismo, onde destacou nas corridas de meio fundo filiado ao clube UCAM Atletismo Cartagena. A sua nacionalidade marroquina não lhe impediu se proclamar campeão da Espanha juvenil de cross country e bater diversos recordes regionais. Em 2015 solicitou a nacionalidade espanhola, que obteve finalmente em outubro de 2019.
Em 2019 ficou primeiro na corrida de 3000 metros do Campeonato da Espanha em pista coberta e realizou a mínima para o Europeus de Glasgow; no entanto, como ainda não tinha a nacionalidade espanhola, não podia competir como espanhol em categoria absoluta, pelo que não foi proclamado campeão nacional nem pôde ir aos europeus.
Em 31 de dezembro de 2020, Katir conseguiu a sexta praça na classificação geral da San Silvestre Vallecana, na que foi o segundo espanhol e também segundo em categoria sub-23 com um registo de 28:38.
Em 29 de janeiro de 2021, durante o World Indoor Gold Tour de Karlsruhe, conseguiu a melhor marca europeia do ano e terça melhor marca espanhola da história com 7:35.29 na prova de 3000 metros, numa corrida que ganhou Bethwell Birgen com 7:34.12, melhor marca mundial do ano. Esta marca permitiu-lhe ir ao Campeonato da Europa em pista coberta, onde conseguiu, em sua estreia internacional, a quarta praça na final de 3000 m.
Em 23 de maio de 2021 conseguiu sua primeira vitória numa prova da Liga de Diamante, os 5 000 m celebrados em Gateshead, conseguindo ademais a mínima olímpica para os Jogos de Tóquio. Umas semanas depois, a 10 de junho, bateu o recorde da Espanha da mesma distância na reunião da Diamond league de Florênça com um tempo de 12:50:79. Em 9 de julho do mesmo ano conseguiu bater também o recorde da Espanha de 1500, até então em poder de Fermín Cacho, no meeting da Diamond League de Mônaco, com uma marca de 3:28.76. Uns dias depois, de novo em Gateshead, consegue também o recorde da Espanha de com 3 000 m uma marca de 7:27.64; deste modo, consegue bater três recordes da Espanha em apenas 33 dias. Participou nos 5 000 m dos Jogos Olímpicos de Verão de 2020, onde conseguiu um diploma olímpico ao acabar em oitava posição.
Em 31 de dezembro de 2021 ganhou a San Silvestre Vallecana, sendo o primeiro espanhol em fazê-lo desde 2003.
No Campeonato Mundial de 2022 disputado em Oregón obteve sua primeira medalha internacional, bronze nos 1 500 m, com um tempo de 3:29,90. Um mês mais tarde conseguiu a prata nos 5 000 m do Campeonato da Europa de Munique.
Em 15 de fevereiro de 2023 bateu os recordes da Espanha e Europa, ambos em poder de Adel Mechaal, de em 3 000 m pista coberta durante a reunião do World Athletics Indoor Tour celebrada em Liévin.
Mohamed Katir vive e treina a Serra Nevada. Aparte do atletismo, gosta de seguir outros desportos, ler livros de natureza e escrever.

## Palmarés internacional
| Campeonato Mundial | Campeonato Mundial | Campeonato Mundial | Campeonato Mundial |
| Ano                | Lugar              | Medalha            | Prova              |
| ------------------ | ------------------ | ------------------ | ------------------ |
| 2023               | Budapeste          | Medalha de prata   | 5 000 m            |
| 2022               | Eugene             | Medalha de bronze  | 1 500 m            |
| Jogos Europeus     |                    |                    |                    |
| Ano                | Lugar              | Medalha            | Prova              |
| 2023               | Chorzów            | Medalha de ouro    | 1 500 m            |
| Campeonato Europeu |                    |                    |                    |
| Ano                | Lugar              | Medalha            | Prova              |
| 2022               | Munique            | Medalha de prata   | 5 000 m            |

## Competições internacionais
| 2021 | Campeonato Europeu em Pista Coberta | Toruń     | 4.º               | 3 000 m | 7:49.72  |
| 2021 | Jogos Olímpicos                     | Tóquio    | 8.º               | 5 000 m | 13:06.60 |
| 2022 | Campeonato Mundial                  | Eugene    | Medalha de bronze | 1 500 m | 3:29.90  |
| 2022 | Campeonato Europeu                  | Munique   | Medalha de prata  | 5 000 m | 13:22.98 |
| 2023 | Campeonato Mundial                  | Budapeste | Medalha de prata  | 5 000 m | 13:11.44 |

## Marcas pessoais
| Prova       | Marca    | Lugar     | Data                |
| ----------- | -------- | --------- | ------------------- |
| 1500 metros | 3:28.76  | Mônaco    | 9 de julho de 2021  |
| 3000 metros | 7:27.64  | Gateshead | 13 de julho de 2021 |
| 5000 metros | 12:50.79 | Florença  | 10 de junho de 2021 |

| Prova       | Marca   | Lugar        | Data                    |
| ----------- | ------- | ------------ | ----------------------- |
| 1500 metros | 3:35.48 | Val-de-Reuil | 4 de fevereiro de 2023  |
| 3000 metros | 7:24.68 | Liévin       | 15 de fevereiro de 2023 |

## Outras distinções
Em 9 de junho de 2023 foi-lhe concedida a medalha de ouro da Região de Múrcia.